# Protomeliturga
Protomeliturga is een geslacht van vliesvleugelige insecten uit de familie Andrenidae

## Soorten
- P. catimbaui Schlindwein & Moure, 2005
- P. turnerae (Ducke, 1907)